# Колін Вуделл
Колін Тодд Джерард Вуделл (англ. Colin Todd Gerard Woodell; нар. 20 грудня 1991) — американський актор, найбільш відомий роллю Айдена в серіалі «Первородні». Зіграв роль Ітана Сінклера в драматично-комедійному серіалі «Підступні покоївки» (2013—2016) і Рональда Стуржіса в драматичному серіалі «Майстри сексу» (2013—2016). Також він знявся у фільмах «Божевільна» Стівена Содерберга, «Пошук дорогоцінного каміння» та в оригінальному фільмі «XOXO» Netflix.

## Освіта
Вуделл почав навчання і перші професійні театральні вистави в Американському театрі консерваторії. Переїхав до Лос-Анджелеса, де навчався в Школі драматичного мистецтва в Університеті Південної Каліфорнії, де отримав ступінь бакалавра мистецтв у театрі.

## Особисте життя
Вудел зустрічається Деніел Кемпбелл, з якою познайомився на зйомках «Первородних».

## Фільмографія
| Рік  | Назва                 | Роль         |
| ---- | --------------------- | ------------ |
| 2016 | XOXO                  | Рей          |
| 2017 | Сусід                 | Алекс        |
| 2018 | Божевільна            | Марк         |
| 2018 | Пошук                 | Оператор 911 |
| 2018 | Видалити з друзів 2   | Матіас       |
| 2020 | Поклик пращурів       | Чарльз       |
| 2022 | Швидка допомога       | Емт Скотт    |
| 2024 | Забери мене на місяць | Базз Олдрін  |

| Рік       | Назва                              | Роль            | Примітки                |
| --------- | ---------------------------------- | --------------- | ----------------------- |
| 2013      | Криміналісти: мислити як злочинець | Томмі Бернс     | Епізод: «Route 66»      |
| 2014      | CSI: Місце злочину                 | Бариста         | Епізод: «Boston Brakes» |
| 2014      | Підступні покоївки                 | Ітан Сінклер    | 13 епізодів             |
| 2014-2018 | Первородні                         | Ейден           | 14 епізодів             |
| 2015      | Майстри сексу                      | Рональд Стургіс | 5 епізодів              |
| 2016-2017 | Останній кандидат                  | Тайлер Річмонд  | 2 епізоди               |
| 2018      | Судна ніч                          | Рік Бетанкур    | 10 епізодів             |
| 2020      | Бортпровідниця                     | Баклі Вер       | 8 епізодів              |
| 2023      | Континенталь                       | Вінстон Скотт   | 3 епізоди               |